# 埃尔莫尔县 (亚拉巴马州)
埃尔莫尔县（英語：Elmore County）是位于美国亚拉巴马州中部的一个县，县治威屯卡。根据美国人口调查局2000年统计，共有人口65,874，其中白人占77.02%、非裔美国人占20.64%。